# Лукаш Гикевич
Лукаш Гикевич (на полски: Łukasz Gikiewicz) е полски футболист, роден на 26 октомври 1987 г. в Олщин. Играе като централен нападател. От февруари 2015 г. е играч на Левски София. Има брат-близнак Рафал Гикевич, който е вратар на немския Айнтрахт Брауншвайг

## Кариера
Лукаш Гикевич започва футболната си кариера в родния град Олщин, където преминава през няколко местни отбора. Прави първите си стъпки в мъжкия футбол в нискоразрядни отбори. През 2009 г. е трансфериран в елитния Полония Битом, където обаче записва едва 6 мача и отбелязва 1 гол. През зимната пауза на сезон 2009 – 2010 преминава в ЛСК Лодз, където за 22 мача вкарва 9 гола. През 2010 г. е трансфериран в Шльонск Вроцлав. Именно там Гикевич записва най-големите си успехи. До 2013 г., когато Лукаш напуска отбора, той записва 56 мача и бележи 8 гола, като помага на тима да спечели титлата и купата на Полша през сезон 2011 – 2012. През лятото на 2013 г. подписва с кипърсия Омония Никозия. В рамките на 22 мача бележи 7 гола и оттам преминава за кратко в казахстанския Тобол преди през 2014 г. отново да се върне в Кипър и да заиграе в АЕЛ Лимасол. В Лимасол той се засича за кратко и с българския треньор Ивайло Петев. През зимата на 2015 г. разтрогва договора си с клуба заради неполучени заплати и подписва за 1.5 години с българския Левски София.  Така той става първият полски футболист в историята на клуба.

## Успехи
Шльонск Вроцлав
- Шампион на Полша – 2011/12
- Носител на Суперкупа на Полша – 2012